# Nasandratrony
Nasandratrony est une commune urbaine malgache située dans la partie centre-est de la région de la Haute Matsiatra.

## Géographie
dans la province de Fianarantsoa